# Derrick de Kerckhove
Derrick de Kerckhove (Wanze, 30 de mayo de 1944) es un sociólogo belga nacionalizado canadiense. Es el director del Programa McLuhan en Cultura y Tecnología, autor de La piel de la Cultura y de la Inteligencia Conectada (“The Skin of Culture and Connected Intelligence”), y profesor universitario del Departamento de lengua francesa de la Universidad de Toronto. Actualmente es profesor de la Facultad de Sociología de la Universidad de Estudios de Nápoles Federico II.

## Trayectoria académica
De Kerckhove recibió su doctorado en filosofía y de Lengua y Literatura Francesa de la Universidad de Toronto en 1975, y además se le otorgó el doctorado de tercer ciclo en Sociología del Arte de la Universidad de Tours (Francia) en 1979. Ha formado parte del Centro para la Cultura y la Tecnología entre 1972 y 1980, y ha trabajado con Marshall McLuhan durante otros 10 años como traductor, asistente y coautor. En Italia ha colaborado durante trece años en el bimestral de comunicación “Mass Media (revista)”, desde 1983 hasta 1995.

## Teoría de la Inteligencia Conectiva
Kerckhove actualizó la Teoría de las Inteligencias Colectivas de Pierre Lévy para adaptarla al contexto tecnológico de las redes, centrándose en el acercamiento y el encuentro sinérgico de los sujetos singulares para la consecución de un objetivo, en el ámbito de la conexión de las inteligencias. Tal conectividad refuerza y, simultáneamente, se opone a la idea de colectividad propuesta por Levy, añadiéndole a ésta la unidad fragmentada de las potencialidades de los elementos de la red. Pero no sólo se centra en la comunicabilidad de los elementos singulares, caracterizada por los nuevos medios, sino también en la posibilidad de poder crear un objeto multimedia o un artefacto cognitivo.

## Otros trabajos
De Kerckhove ha organizado seminarios de inteligencia conectada en todo el mundo, y ahora ofrece este acercamiento innovador a las empresas comerciales, a los gobiernos y a las universidades para ayudar a grupos reducidos a pensar juntos en una vía disciplinada y eficaz, mientras utilizan tecnologías digitales. Del mismo modo, ha contribuido a la arquitectura del software Hypersession, un software que está siendo utilizado por Emitting Media para implantarlo en diferentes contextos educativos. Durante varios años ha impartido en la Universidad de Estudios Suor Orsola Benincasa de Nápoles clases para la cátedra de Sistemas y tecnologías para la comunicación. En estas lecciones ha podido experimentar con el software de Hyperssesion como instrumento de trabajo conectivo-colaborativo. Como cónsul de los mass media, por su interés cultural y por sus políticas relativas, de Kerckhove participó en la preparación de los planos del Pabellón Ontario en la Expo’92, en Sevilla.